# Jane Kaczmareková
Jane Kaczmareková (* 21. prosince 1955 Milwaukee, Wisconsin) je americká herečka. Je známá především díky roli Malcolmovy matky Lois v sitcomu televize Fox Malcolm v nesnázích (2000–2006), za kterou získala tři nominace na Zlatý glóbus a sedm nominací na cenu Primetime Emmy. Objevila se také jako Linda v seriálu Equal Justice (1990–1991), soudkyně Trudy v seriálu Raising the Bar (2008–2009), Ann ve filmu Zamilován (1984), Emily ve filmu The Heavenly Kid (1985) a Gayle ve filmu 6 Balloons (2018).

## Raný život
Kaczmareková se narodila v Milwaukee ve Wisconsinu jako dcera Evelyn (rozené Gregorská), učitelky, a Edwarda Kaczmareka, pracovníka amerického ministerstva obrany. Vyrůstala v Greendale, kde byla vychována jako římská katolička.

## Kariéra
Objevila se v jedné epizodě 3. řady seriálu Frasier, kde hrála policistku, která Frasiera zadržela za překročení rychlosti.

### Malcolm v nesnázích
Dne 9. ledna 2000 byla Kaczmareková obsazena do role Lois v sitcomu Malcolm v nesnázích. TV Guide označil její roli v seriálu za „skutečný průlom; je to ženský Homer Simpson“ a kritika ji ocenila za její komediální talent. Později Kaczmareková připsala seriálu zásluhu na tom, že se v ní objevila její komediální stránka, a řekla, že před seriálem „jsem nemohla dostat ani konkurz na komedii. Hrála jsem velmi nevtipné lidi.“

### Pozdější práce
Dne 22. července 2011 bylo potvrzeno, že Kaczmareková bude zpívat jako Red Jessica v animovaném seriálu Jake a piráti ze Země Nezemě během jeho 2. řady na začátku roku 2012.
V listopadu 2012 hostovala v seriálu Průměrňákovi na stanici ABC jako zubní lektorka Frankie Heckové (Patricia Heatonová). V roce 2013 Kaczmareková hostovala v právnickém seriálu stanice NBC Zákon a pořádek: Útvar pro zvláštní oběti, a to v roli Pamely „Pam“ Jamesové z okresu Suffolk.
Kaczmareková a její bývalý herecký kolega ze seriálu Malcolm v nesnázích Bryan Cranston si zopakovali své role Hala a Lois v alternativním konci Perníkového táty na DVD/Blu-ray box setu, který byl vydán 26. listopadu 2013. V něm se Hal probouzí z noční můry, která byla dějem seriálu Perníkový táta, což je narážka na závěrečnou scénu ze seriálu Newhart.
Kaczmareková opakovaně hostuje v seriálu Simpsonovi v roli soudkyně Konstance Kruté.

## Osobní život
Kaczmareková si 15. srpna 1992 vzala rodáka z Wisconsinu, herce Bradleyho Whitforda. Žili v Los Angeles se svými třemi dětmi. Oba se aktivně věnovali charitě a byli společně vídáni na předávání významných cen. V červnu 2009 manželé po téměř 17 letech manželství podali žádost o rozvod, jenž byl dokončen v říjnu 2010. Jednou z posledních příležitostí, kdy byli spolu veřejně viděni, bylo září 2008 na premiéře losangeleské inscenace The House of Blue Leaves, v níž Kaczmareková hrála. Podle rozhovoru pro More.com z června 2009, který byl uskutečněn před oznámením rozvodu, na otázku, jak shrnout svůj milostný život, odpověděla: „To je bez komentáře.“. Dodala, že dříve věřila, že „to zvládnu sama, a dokud budu mít po ruce nějakého báječného kluka nebo muže a moje kariéra bude plout, víc nepotřebuji“, zatímco nyní si začala vážit podpory svých kamarádek, „aby si mohly popovídat o dětech, o manželství, prostě o životě“. V roce 2010 prodala dvojice svou vilu z roku 1924 v San Marinu v Kalifornii.
Kaczmareková v dubnu 2004 podstoupila kvůli chronické artritidě výměnu kyčelního kloubu, z níž se rychle zotavila, a rentgenový snímek své nové kyčle použila v létě následujícího roku pro svou kampaň na Emmy, kde se propagovala jako „jediná nominovaná na Emmy s umělou kyčlí (kromě Anthonyho LaPaglii)“.